# Dzieciniec pod Słońcem

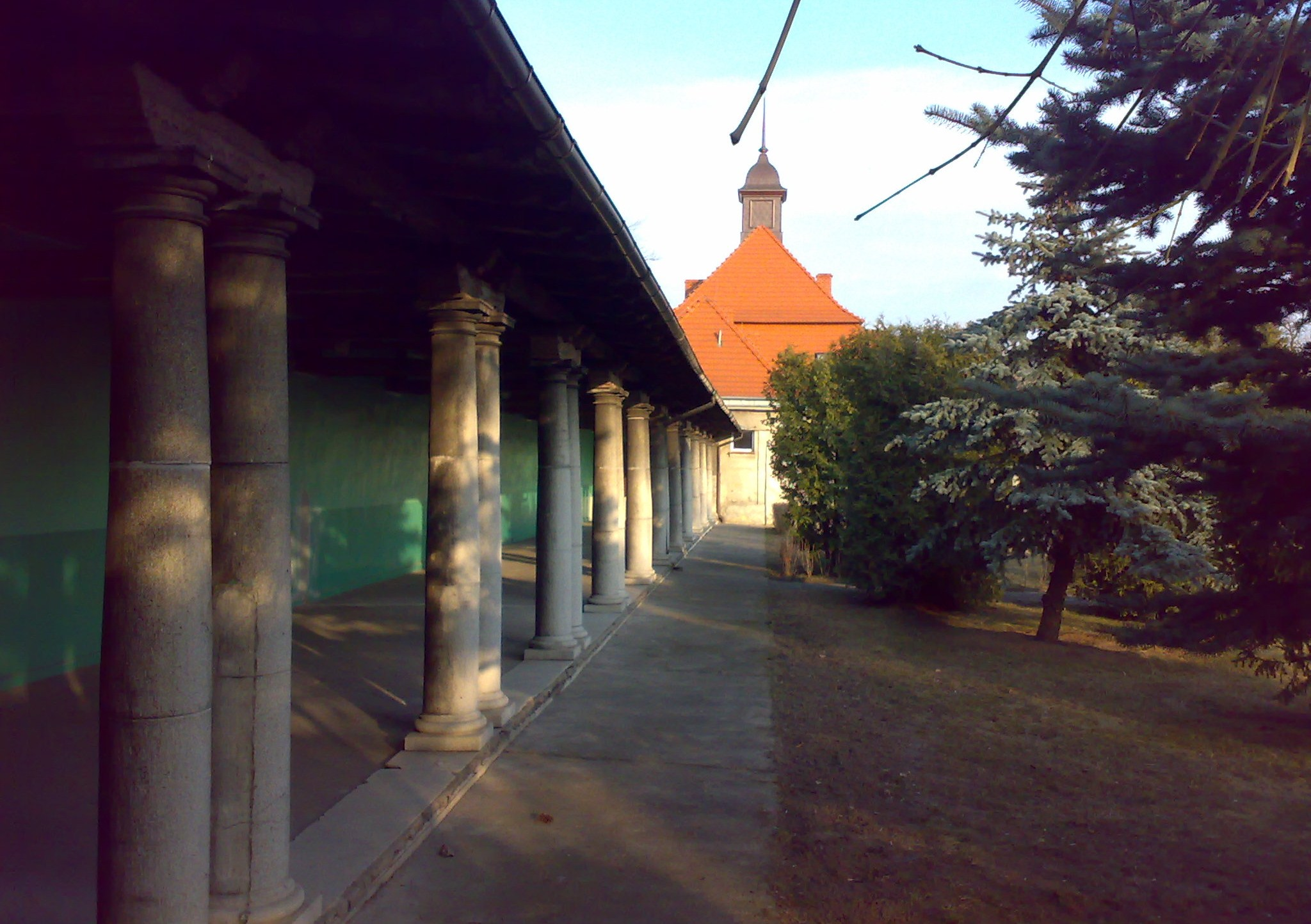
Podcienia

Dzieciniec na mapie Poznania z 1938

Dzieciniec pod Słońcem – pierwszy stworzony w Poznaniu ogród jordanowski, zrealizowany z rozmachem w latach 1927-1928 na zachodniej terasie Warty w rejonie Drogi Dębińskiej (pod nr 21) i ul. Bielniki na Łęgach Dębińskich na osiedlu samorządowym Wilda.

## Historia
Autorem projektu całości założenia był Sylwester Pajzderski, same budynki zaprojektował zaś Jerzy Tuszowski (obaj związani wtedy z Miejskim Urzędem Budownictwa Naziemnego). Na założenie składa się zespół pawilonów z centralnie zaplanowaną ochronką, połączoną podcieniami z mniejszymi budynkami. Oprócz tego (bliżej Drogi Dębińskiej) zrealizowano dom dla dozorcy i kierownika zakładu. Dzieciniec reprezentował założenia stylu dworkowego. W centrum francuskiego ogrodu (od południa) stanęła rzeźba Edwarda Haupta – Macierzyństwo. Ogród z sadzawką ukończony został w 1933. Sam dzieciniec zawierał bawialnię, jadalnię i łaźnię z natryskami.
Obiekt został wypalony w czasie II wojny światowej, co spowodowało przebudowę wnętrza po wojnie i zamurowanie jednego rzędu podcieni. Obecnie działa tu Młodzieżowy Dom Kultury nr 1.
Na lata 2018-2019 planowana jest rewitalizacja całego kompleksu (budynków i parku).